# 파스콸레 파올리

Pasquale Paoli

필리포 안토니오 파스콸레 디 파올리(이탈리아어: Filippo Antonio Pasquale di Paoli, Pascal Paoli [ˈlippo anˈtɔːnjo paˈskwaːle di ˈpaːoli][*], 1725년 4월 6일 ~ 1807년 2월 5일)는 코르시카의 정치가이며, 코르시카 인민 의회 집행 평의회의 의장이었다. 파올리는 근대 최초의 민주 공화국 헌법을 기초하고 썼다. 코르시카 헌법은 대의 민주주의를 채택하여, 왕을 두지 않은 코르시카 대표 의회를 선출하도록 규정하였다. 파올리는 누군가의 지명이 아닌 선거를 통해 이 직위에 올랐다. 그리하여 파올리는 행정 수장일 뿐 아니라 군대 총사령관이 되었다. 파올리 정부는 제노바 공화국과 같은 사법 제도를 주장하였다. 제노바는 근해 도시들에 요새로 방어하여 지배하였으나, 코르시카 공화국은 코르티를 수도로 섬 나머지 지역을 지배하였다.
1729년 이후 코르시카 독립운동은 기세가 올라 제노바인 지배자들에게 맞섰다. 파스콸레 파올리는 아버지 지아친토 파올리가 이끌었던 저항운동을 이어받아 제노바와 프랑스의 지배에 대항했다. 산악지형을 이용하여 게릴라전을 펼치며 제노바인들을 해안지대로 몰아낸후 섬의 대부분을 점령하여 1755년 11월에 코르시카 공화국을 선포하였다. 가장 시급한 문제인 토지개혁을 단행하여 농민들로부터 폭넓은 지지를 얻었고 이것을 권력의 기반으로 삼았다. 파올리는 개혁을 추진하면서 정부를 조직하고 화폐주조와 대학설립등 공화국을 안정시켜 나가려고 노력하였다.
1764년에 제노바는 동맹국인 프랑스에 파병을 요청했다. 쇠퇴기에 있던 제노바는 코르시카의 반란을 진압할 수 있는 능력이 없었기 때문이다. 프랑스 군이 코르시카을 침공했으나 점령에는 실패했다. 1768년에 제노바는 빚을 갚기 위해 프랑스와 베르사유 조약을 맺고 코르시카의 통치권을 매각했으며 프랑스는 본격적으로 코르시카 정복에 착수했다.
코르시카인들은 섬을 침공한 프랑스 군과 전쟁을 벌였으나 1769년 5월 8일 퐁트노보 전투에서 크게 패배하였다. 전세가 완전히 기울자 독립투쟁을 이끌던 파올리는 프랑스가 제시한 항복조건을 수용한후 영국으로 망명했다. 그로부터 20년 후인 1789년 프랑스 혁명이 일어나자 코르시카로 돌아와 다시 독립 운동을 벌였다.